# Draft NBA 2011
Il Draft NBA 2011 si è svolto il 23 giugno 2011 al Prudential Center di Newark, New Jersey.

## Draft
Il draft NBA 2011 è avvenuto nonostante le problematiche dovute al rinnovo del contratto collettivo (lockout) nel quale non si sapeva se il campionato sarebbe partito e con quante gare da disputare.
Il lockout ha fatto sì che il draft NBA 2011 venisse messo in secondo piano. Questo Draft è stato uno dei più ricchi di talento di quelli recenti. I giocatori migliori che sono stati selezionati al Draft sono:
- Kyrie Irving: Rookie dell'anno, sette volte All-Star e una volta campione NBA;
- Klay Thompson: cinque volte All-Star, quattro volte campione NBA, detentore del record di punti in un quarto (37), del record di triple segnate in una partita (14), e vincitore della gara del tiro da 3 punti nel 2016;
- Kawhi Leonard: due volte campione NBA di cui anche il premio di MVP delle Finals, due volte Difensore dell'anno e cinque volte All-Star;
- Jimmy Butler: vincitore del premio di Rivelazione dell'anno nel 2015, sei volte All-Star e cinque volte nel Secondo miglior quintetto di difensori;
- Isaiah Thomas: ultima scelta, due volte All-Star, ha segnato più punti di tutte le ultime scelte dal 1989 combinate.
- Kemba Walker: quattro volte All-Star, ex bandiera degli Charlotte Hornets, ritiratosi nel 2024
Ci sono comunque altri giocatori scelti tra questi che in NBA stanno avendo un'ottima carriera: Enes Kanter, Tristan Thompson, Jonas Valančiūnas, Bismack Biyombo, Brandon Knight, Bojan Bogdanović, Dāvis Bertāns e E'Twaun Moore.

## Giocatori scelti al 1º giro
|  | Indica un giocatore che è stato selezionato per almeno un All-Star Game ed è inserito in un All-NBA Team |
|  | Indica un giocatore che è stato selezionato per almeno un All-Star Game                                  |
|  | Indica un giocatore che non ha mai giocato una partita in NBA                                            |

| Scelta | Giocatore          | Ruolo | Nazionalità  | Squadra NBA                                                                    | Scuola/ex squadra          |
| ------ | ------------------ | ----- | ------------ | ------------------------------------------------------------------------------ | -------------------------- |
| 1      | Kyrie Irving       | PG    | Stati Uniti  | Cleveland Cavaliers (dai L.A. Clippers)                                        | Duke (Fr.)                 |
| 2      | Derrick Williams   | PF/SF | Stati Uniti  | Minnesota Timberwolves                                                         | Arizona (So.)              |
| 3      | Enes Kanter        | C/PF  | Turchia      | Utah Jazz (da New Jersey)                                                      | Kentucky (Fr.)             |
| 4      | Tristan Thompson   | PF    | Canada       | Cleveland Cavaliers                                                            | Texas (Fr.)                |
| 5      | Jonas Valančiūnas  | C     | Lituania     | Toronto Raptors                                                                | Lietuvos rytas (Lituania)  |
| 6      | Jan Veselý         | SF    | Rep. Ceca    | Washington Wizards                                                             | Partizan Belgrado (Serbia) |
| 7      | Bismack Biyombo    | PF    | RD del Congo | Sacramento Kings (ceduto a Charlotte Bobcats)                                  | Fuenlabrada (Spagna)       |
| 8      | Brandon Knight     | PG    | Stati Uniti  | Detroit Pistons                                                                | Kentucky (Fr.)             |
| 9      | Kemba Walker       | PG/SG | Stati Uniti  | Charlotte Bobcats                                                              | Connecticut (Jr.)          |
| 10     | Jimmer Fredette    | PG/SG | Stati Uniti  | Milwaukee Bucks (ceduto a Sacramento Kings)                                    | Brigham Young (Sr.)        |
| 11     | Klay Thompson      | SG/SF | Stati Uniti  | Golden State Warriors                                                          | Washington State (Jr.)     |
| 12     | Alec Burks         | SG    | Stati Uniti  | Utah Jazz                                                                      | Colorado (So.)             |
| 13     | Markieff Morris    | PF    | Stati Uniti  | Phoenix Suns                                                                   | Kansas (Jr.)               |
| 14     | Marcus Morris      | PF    | Stati Uniti  | Houston Rockets                                                                | Kansas (Jr.)               |
| 15     | Kawhi Leonard      | SF    | Stati Uniti  | Indiana Pacers (ceduto a San Antonio)                                          | San Diego State (So.)      |
| 16     | Nikola Vučević     | PF/C  | Montenegro   | Philadelphia 76ers                                                             | Southern California (Jr.)  |
| 17     | Iman Shumpert      | SG/PG | Stati Uniti  | New York Knicks                                                                | Georgia Tech (Jr.)         |
| 18     | Chris Singleton    | SF    | Stati Uniti  | Washington Wizards (da Atlanta)                                                | Florida State (Jr.)        |
| 19     | Tobias Harris      | PF/SF | Stati Uniti  | Charlotte Bobcats (da New Orleans via Portland; ceduto a Milwaukee)            | Tennessee (Fr.)            |
| 20     | Donatas Motiejūnas | PF    | Lituania     | Minnesota Timberwolves (da Memphis via Utah; ceduto a Houston)                 | Benetton Treviso (Italia)  |
| 21     | Nolan Smith        | PG/SG | Stati Uniti  | Portland Trail Blazers                                                         | Duke (Sr.)                 |
| 22     | Kenneth Faried     | PF    | Stati Uniti  | Denver Nuggets                                                                 | Morehead State (Sr.)       |
| 23     | Nikola Mirotić     | PF    | Spagna       | Houston Rockets (da Phoenix via Orlando Magic; ceduto a Chicago via Minnesota) | Real Madrid (Spagna)       |
| 24     | Reggie Jackson     | PG    | Stati Uniti  | Oklahoma City Thunder                                                          | Boston College (Jr.)       |
| 25     | MarShon Brooks     | SG    | Stati Uniti  | Boston Celtics (ceduto a New Jersey)                                           | Providence (Sr.)           |
| 26     | Jordan Hamilton    | SF/SG | Stati Uniti  | Dallas Mavericks (da Portland; ceduto a Denver)                                | Texas (So.)                |
| 27     | JaJuan Johnson     | PF/C  | Stati Uniti  | New Jersey Nets (dai L.A. Lakers; ceduto a Boston)                             | Purdue (Sr.)               |
| 28     | Norris Cole        | PG    | Stati Uniti  | Chicago Bulls (da Miami via Toronto; ceduto a Miami via Minnesota)             | Cleveland State (Sr.)      |
| 29     | Cory Joseph        | PG    | Canada       | San Antonio Spurs                                                              | Texas (Fr.)                |
| 30     | Jimmy Butler       | SF    | Stati Uniti  | Chicago Bulls                                                                  | Marquette (Sr.)            |

## Giocatori scelti al 2º giro
| Scelta | Giocatore              | Ruolo | Nazionalità | Squadra NBA                                              | Scuola/ex squadra            |
| ------ | ---------------------- | ----- | ----------- | -------------------------------------------------------- | ---------------------------- |
| 31     | Bojan Bogdanović       | SF    | Croazia     | Miami Heat (da Minnesota; ceduto a New Jersey)           | Fenerbahçe Ülker (Turchia)   |
| 32     | Justin Harper          | PF    | Stati Uniti | Cleveland Cavaliers (ceduto a Orlando)                   | Richmond (Sr.)               |
| 33     | Kyle Singler           | SF    | Stati Uniti | Detroit Pistons (da Toronto)                             | Duke (Sr.)                   |
| 34     | Shelvin Mack           | PG/SG | Stati Uniti | Washington Wizards                                       | Butler (Jr.)                 |
| 35     | Tyler Honeycutt        | SF    | Stati Uniti | Sacramento Kings                                         | UCLA (So.)                   |
| 36     | Jordan Williams        | PF/C  | Stati Uniti | New Jersey Nets                                          | Maryland (So.)               |
| 37     | Trey Thompkins         | PF    | Stati Uniti | Los Angeles Clippers (da Detroit)                        | Georgia (Jr.)                |
| 38     | Chandler Parsons       | SF    | Stati Uniti | Houston Rockets (dai L.A. Clippers)                      | Florida (Sr.)                |
| 39     | Jeremy Tyler           | PF/C  | Stati Uniti | Charlotte Bobcats (ceduto a Golden State)                | Tokyo Apache (Giappone)      |
| 40     | Jon Leuer              | PF    | Stati Uniti | Milwaukee Bucks                                          | Wisconsin (Sr.)              |
| 41     | Darius Morris          | PG    | Stati Uniti | Los Angeles Lakers (da Golden State via New Jersey)      | Michigan (So.)               |
| 42     | Dāvis Bertāns          | SF    | Lettonia    | Indiana Pacers (ceduto a San Antonio)                    | Union Olimpija (Slovenia)    |
| 43     | Malcolm Lee            | SG/PG | Stati Uniti | Chicago Bulls (da Utah; ceduto a Minnesota)              | UCLA (Jr.)                   |
| 44     | Charles Jenkins        | PG/SG | Stati Uniti | Golden State Warriors (da Phoenix via Chicago)           | Hofstra (Sr.)                |
| 45     | Josh Harrellson        | C     | Stati Uniti | New Orleans Hornets (da Philadelphia; ceduto a New York) | Kentucky (Sr.)               |
| 46     | Andrew Goudelock       | SG/PG | Stati Uniti | Los Angeles Lakers (da New York)                         | Charleston (Sr.)             |
| 47     | Travis Leslie          | SF/SG | Stati Uniti | Los Angeles Clippers (da Houston)                        | Georgia (Jr.)                |
| 48     | Keith Benson           | C     | Stati Uniti | Atlanta Hawks                                            | Oakland (Sr.)                |
| 49     | Josh Selby             | SG/PG | Stati Uniti | Memphis Grizzlies                                        | Kansas (Fr.)                 |
| 50     | Lavoy Allen            | PF    | Stati Uniti | Philadelphia 76ers (da New Orleans)                      | Temple (Sr.)                 |
| 51     | Jon Diebler            | SG/SF | Stati Uniti | Portland Trail Blazers                                   | Ohio State (Sr.)             |
| 52     | Vernon Macklin         | PF    | Stati Uniti | Detroit Pistons (da Denver via Portland)                 | Florida (Sr.)                |
| 53     | DeAndre Liggins        | SG/SF | Stati Uniti | Orlando Magic                                            | Kentucky (Jr.)               |
| 54     | Milan Mačvan           | PF    | Serbia      | Cleveland Cavaliers (da Oklahoma City via Miami)         | Maccabi Tel Aviv (Israele)   |
| 55     | E'Twaun Moore          | SG    | Stati Uniti | Boston Celtics                                           | Purdue (Sr.)                 |
| 56     | Chukwudiebere Maduabum | PF    | Nigeria     | Los Angeles Lakers (ceduto a Denver)                     | Bakersfield Jam (D-League)   |
| 57     | Tanguy Ngombo          | SF    | Qatar       | Dallas Mavericks (ceduto a Portland, ceduto a Minnesota) | Al Rayyan (Qatar)            |
| 58     | Ater Majok             | C     | Australia   | Los Angeles Lakers (da Miami)                            | Gold Coast Blaze (Australia) |
| 59     | Ádám Hanga             | SG/SF | Ungheria    | San Antonio Spurs                                        | Manresa (Spagna)             |
| 60     | Isaiah Thomas          | PG    | Stati Uniti | Sacramento Kings (da Chicago via Milwaukee)              | Washington (Jr.)             |